# Casa Mestres (Vilallonga del Camp)
Casa Mestres és una obra del municipi de Vilallonga del Camp (Tarragonès) inclosa en l'Inventari del Patrimoni Arquitectònic de Catalunya.

## Descripció
Es tracta d'una casa construïda en el mateix gruix del mur de la muralla. La planta baixa presenta dues portes allindanades amb una biga de fusta. Encara es poden observar petits contraforts que donaven estil de fortificació a la casa.
L'edifici fou restaurat tot respectant la seva estructura primitiva i adequant-la a les necessitats del moment actual. Consta de planta baixa, pis i golfes. La planta baixa té dues portes d'accés a la muralla i petites finestres que recorden antigues espitlleres. El primer pis, o pis noble, té diverses finestres restaurades. El segon pis presenta una galeria correguda d'arcs, amb una estructura típica a totes les cases del nucli que són de la mateixa època.
Una curiositat d'aquesta casa és que a la paret comuna amb la casa Sol la planta baixa correspon a la casa Mestres, mentre que el pis noble i les golfes corresponen a la casa Sol.